# João André

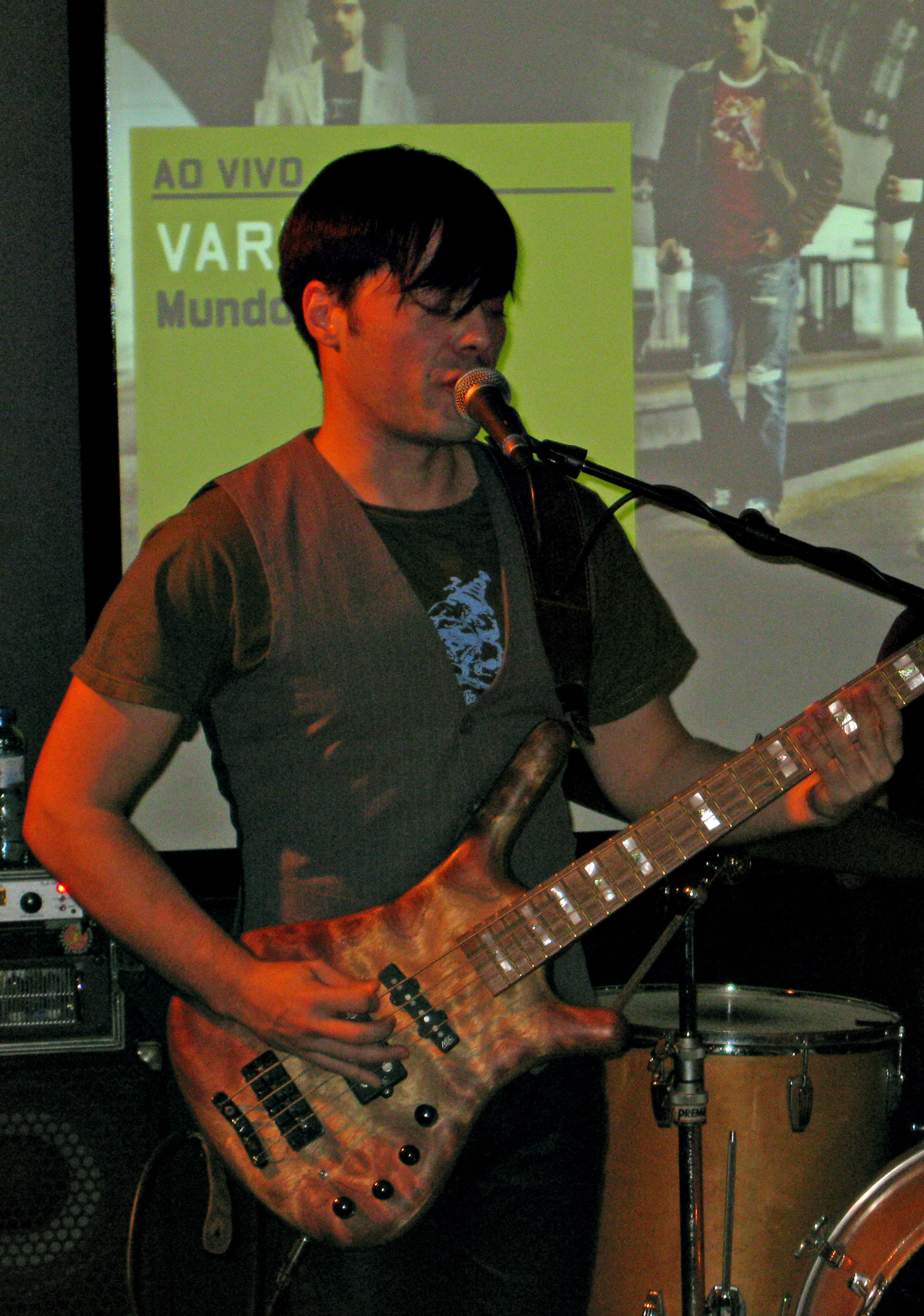
João André

João André Miraldo dos Reis Guedes da Piedade mais conhecido por João André ou João André Piedade, é um músico português, nasceu em 1976 no Porto. Tem uma actividade musical multi-facetada tendo discos gravados como instrumentista, produtor, Engenheiro de som, compositor e cantor.

## Biografia
Inicia aos 12 anos o contacto com o baixo eléctrico por via de seu pai, Alberto Jorge, com quem estudou na Escola de Jazz do Porto, ao mesmo tempo que ia dando os primeiros passos na sua carreira formando bandas e dando concertos. 
Em 1991 ingressa no Conservatório de Música do Porto na cadeira de contrabaixo, sob a orientação do professor Jean-Marc-Faucher. Em 1992 e 1996 viajou respectivamente a Marrocos,Turquia e Tunísia, tendo entrado em contacto com o universo da música árabe. Por esta altura e até 1995 trabalhou com diversos projectos destacando-se os Roxigénio do guitarrista Filipe Mendes e mais tarde os W. C. Noise, banda de referência no universo Rock.
Em 1995 entra na Escola Profissional da Música de Espinho, onde estuda sob a orientação dos professores Adriano e António Aguiar respectivamente como professor e professor assistente na cadeira de contrabaixo, Evgueni Zoudilkine em análise e composição, maestro Álvaro Salazar em história da música, e maestro Kamen Goleminov e Ryzard Woycicki em música de câmara. Tendo feito parte da Orquestra da escola e do grupo de música de câmara com os quais fez vários concertos.
Em Abril de 1996 é convidado por Mário Barreiros e Pedro Abrunhosa para fazer parte da nova formação dos Bandemónio, começando desde essa altura uma turné que o levou a vários países do mundo, destacando-se a primeira participação Portuguesa no Festival Middem em Cannes.
Trabalhou com alguns dos melhores músicos portugueses e estrangeiros como: Maceo Parker, Caetano Veloso, Zeca Baleiro, Lenine, Rui Veloso, André Indiana, Hornheads, Alexandre Frazão, Mónica Ferraz entre outros. 
Fez parte em 2000 da Orquestra do Salão Jardim do Coliseu do Porto.
Em 2001 inicia o seu trabalho na composição de banda sonora originais.
Nesse trabalho, destaca-se a música da peça integrada no Porto Capital da Cultura, "O dia em que a C+S fechou", encenada por Marcantonio Del-Carlo.
Associado a Pedro Abrunhosa trabalha na banda sonora de "O Novo Mundo" do cartoonista António que ganha o prémio de melhor banda sonora no Festival de Cinema de Badajoz.  
Em 2008 lidera o grupo musical Varuna. com quem lança um disco de originais como cantor baixista e autor das músicas e letras.